# Eleocharis geniculata
Eleocharis geniculata är en halvgräsart som först beskrevs av Carl von Linné, och fick sitt nu gällande namn av Johann Jakob Roemer och Schult.. Eleocharis geniculata ingår i släktet småsäv, och familjen halvgräs. Inga underarter finns listade i Catalogue of Life.